# 米ソデタント

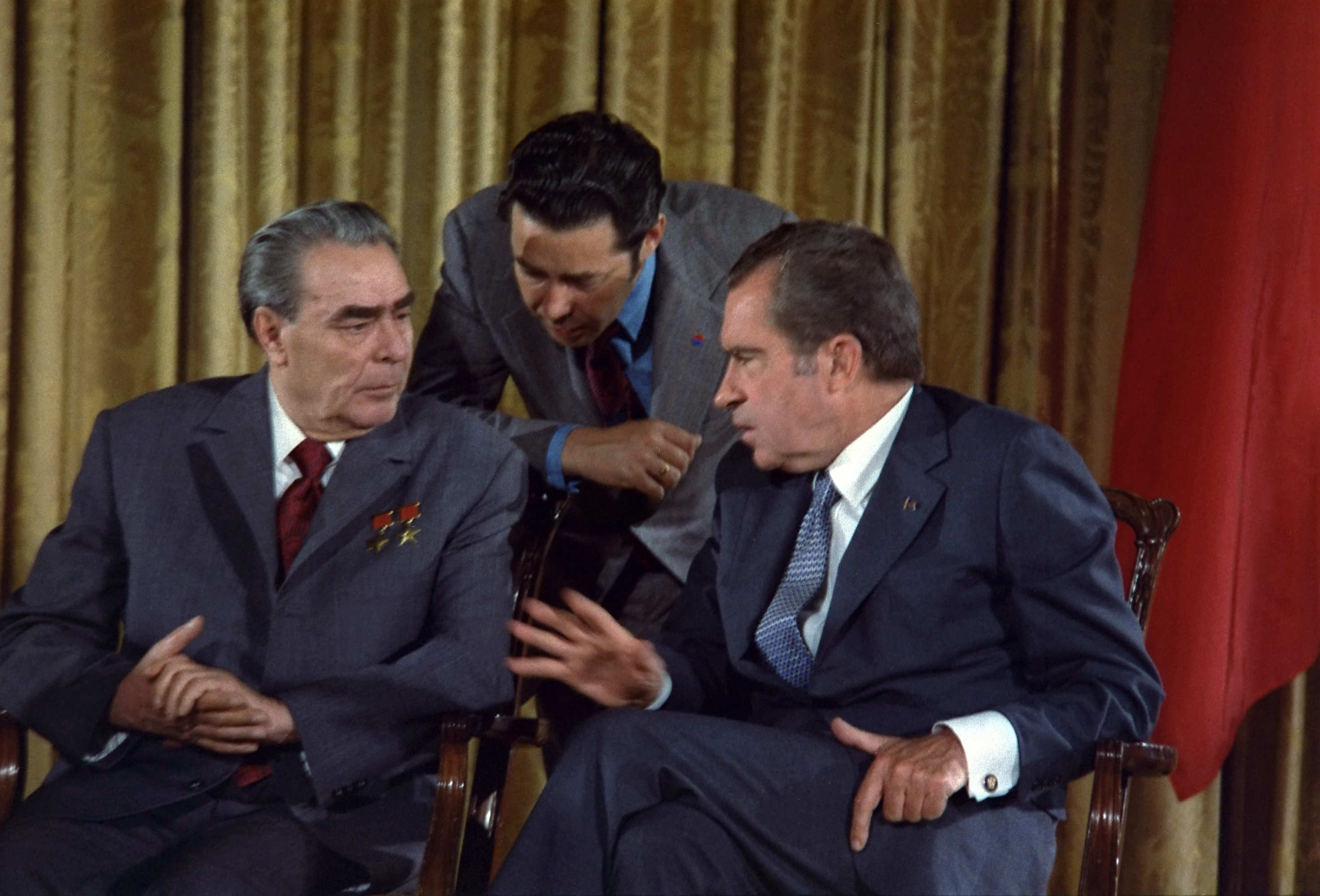
会談を行うソ連のレオニード・ブレジネフ共産党書記長（左）とアメリカのリチャード・ニクソン大統領（右）。

米ソデタント（べいそデタント）は、冷戦体制下の1960年代末から1970年代末にいたるアメリカ合衆国とソビエト連邦の政治対話が行われるようになった期間を指す。

## 背景
1940年代後半に顕在化し、地球規模に拡大した米ソの対立状況は、1958年のベルリン危機、1961年のベルリン危機及び1962年のキューバ危機で頂点に達し、核戦争寸前にまで至った。
その後米ソは核戦争の防止に共通の利益を見出すようになり、ヨーロッパにおける相互の勢力圏を尊重するようになった。それと同時に相互の陣営内部においても、フランスや西ドイツの独自外交、中ソ対立の表面化に象徴されるような多中心化の動きが見られ、冷戦初期の対立とは異なる状況が生まれてきた。またアメリカとソ連の軍事力がほぼ対等になったこともデタントの到来の一因となった。

## デタントの概念
デタントは、大きく米ソデタントとヨーロッパのデタントに分けることができる（外交用語としてのデタントについてはデタントを参照）。

### 米ソ・デタント
リチャード・ニクソンとレオニード・ブレジネフの間で、軍備管理協定が締結された。

### ヨーロッパ・デタント
西ドイツのヴィリー・ブラント首相は東方政策を進めた。また1975年に全欧安全保障協力会議（CSCE）が開催され、ヘルシンキ宣言が採択された。

## デタントの背景
デタントの推進には米ソ両国の逼迫した内政、外政事情が大きく関係していた。ソ連主導でデタントを進めることになった背景には、ソ連をはじめとする東側諸国の農業政策の失敗、非効率な食糧流通（年間3,000万トンの小麦が流通過程で失われていた）により食糧自給が不可能になり、アメリカとの良好な関係を維持する必要に迫られたことが大きい。
1962年のカナダからの穀物緊急輸入を皮切りに、ソ連はアメリカの穀物メジャーから穀物買い付けを行い、1972年以来のソ連による穀物輸入の著しい増加は、ソ連の貿易収支を悪化させる大きな原因となっていた。小麦や大麦やライ麦の生産量は世界一にもかかわらず、オイルショックで得た外貨で国際市場で大量の穀物買い付けを行って高騰させたことからソ連は大穀物強盗と呼ばれた。
またアメリカでもジョン・F・ケネディ政権により始められ、その後泥沼化の一途をたどったベトナム戦争により膨らんだ軍事出費の増加を抑える必要があったことと、1969年に就任したニクソン大統領がベトナム戦争からの早期撤退を公約としており、その実現のためには北ベトナム政権を支援していたソ連との関係改善が必要だったという背景があった。
実際に第一次戦略兵器制限交渉が開始された1969年4月には、北朝鮮近海でアメリカ海軍偵察機が撃墜される事件が発生し、31人の搭乗員が死亡した。この事件の報復のためにニクソン政権内では戦術核兵器で北朝鮮の基地を攻撃することも検討されたが、当時デタント推進を最優先していたニクソン大統領は北東アジアにおける新たな戦争を招くことを避けるために、北朝鮮の金日成政権に対する報復を行わなかった。

## デタントの崩壊
1970年代後半になると、アメリカ国内でデタント政策に対する批判が高まった。そして1979年のソ連のアフガニスタン侵攻により、デタントは崩壊する。しかしブレジネフ政権下で経済停滞が続き、北米（アメリカとカナダ）からの穀物輸入なしには国民を食べさせられなくなっていたソ連は疲弊し、デタント初期のような米ソの均衡関係はもはや崩壊していた。ソ連にはアメリカとの軍備拡張競争に踏み出す体力はすでになく、1950年代から1960年代初期のような全面戦争の危機は再来しなかった（冷戦#新冷戦（1979年-1985年））。
1985年にゴルバチョフが書記長に就任し、「ペレストロイカ」に代表されるソ連の建て直しを図った。この建て直しにおいて、ゴルバチョフ書記長は外交面ではアフガニスタン撤退をはじめとする冷戦の拡大・延長ではなく終結に向けた政策を採った。最終的には建て直しの行き詰まりによるソ連崩壊により、冷戦は終結した。

## ソ連崩壊後のロシアとアメリカの関係
1991年12月にソビエト連邦は解体し、ロシアが旧ソ連の国際的権利を引き継いだもののその軍事力は低下し、またロシア国内の経済事情の悪化もあり、両国の間にかつてのような緊張関係は無くなった。
しかし2000年代後半に入ってアメリカが推進する東欧MD問題や、ロシアの掲げる「強いロシア」復活へ向けた資源外交などで、米ロ両国の緊張は増している。
追い討ちをかけるかのように、2008年の南オセチア紛争により米ロ関係は悪化し、再びかつての冷戦の様な状態に突入したとの見方がある（新冷戦）。
しかし2009年にアメリカで発足したオバマ政権は米ロ間で最大の懸案になっていた東欧ミサイル防衛構想の中止を決定し、両国の緊張関係は大きく緩和された。ただしこれも見方によっては冷戦時代のデタントと同じようなものであって、アメリカの政権が変わったり、あるいはロシアの行動次第で再び関係が緊張する可能性もある。